# Wu Dajing
Wu Dajing (chiń. 武大靖; ur. 24 lipca 1994 w Jiamusi) – chiński łyżwiarz szybki, specjalista short tracku, pięciokrotny medalista olimpijski, multimedalista mistrzostw świata.
Łyżwiarstwo uprawia od 2002 roku. W 2010 roku zadebiutował w reprezentacji Chińskiej Republiki Ludowej.
W 2010 roku w Tajpej zdobył brązowy medal mistrzostw świata juniorów na dystansie 500 m. Rok później w zawodach tej rangi w Courmayeur wywalczył srebro na tym dystansie i brąz w wieloboju.
W latach 2014–2017 zdobył 10 medali mistrzostw świata seniorów. W 2014 roku został mistrzem świata na 500 m w Montrealu. Rok później w Moskwie zdobył dwa złote medale (w biegu na 500 m i w sztafecie) i dwa brązowe (w wieloboju i biegu na 3000 m). W 2016 roku został mistrzem świata w sztafecie, wicemistrzem na 500 m i brązowym medalistą na 1000 m. W 2017 roku zdobył dwa srebrne medale – w sztafecie i biegu na 500 m.
W 2017 roku zdobył trzy medale zimowych igrzysk azjatyckich w Sapporo – dwa złote i jeden srebrny.
Trzykrotnie wystąpił na igrzyskach olimpijskich. W 2014 roku w Soczi zdobył srebrny medal olimpijski na dystansie 500 m i brązowy w sztafecie. Podczas igrzysk w Pjongczangu medale wywalczył w tych samych konkurencjach co w Soczi – na 500 m zdobył złoto, a w sztafecie srebro. W finale biegu na 500 m, w którym Chińczyk zdobył złoto, ustanowił nowy rekord świata wynikiem 39,584 s. Na zimowych igrzyskach olimpijskich w Pekinie wywalczył złoty medal w konkurencji sztafety mieszanej.